# La Quinine en thérapeutique
La Quinine en thérapeutique est un ouvrage médical de Louis-Ferdinand Céline écrit en 1925, et édité par la librairie Oscar Doin, à Paris.

## Histoire
Publié sous son vrai nom, Louis Destouches, et à compte d'auteur, cet ouvrage suit de près La Vie et l'Œuvre de Philippe Ignace Semmelweis, thèse que l'écrivain a soutenue en mai 1924. Tiré à 5 800 exemplaires puis réédité l'année suivante, il semble répondre à une commande de la SDN, pour qui il travaille alors. Ce texte peut ainsi faire figure de thèse complémentaire, la quinine étant un thème courant dans ses correspondances. Un vocabulaire assez technique est employé par l'écrivain, dans un style neutre, constituant une synthèse des connaissances de l'époque sur le sujet. 
L'écrivain a pu s'inspirer en outre du sujet de la thèse de son arrière-grand-oncle, Théodore Destouches, intitulée Essai sur les préparations pharmaceutiques du quinquina. 
L'ouvrage est traduit dans les années qui suivent sa publication en italien, en espagnol et en portugais.
Ce texte a été réédité dans l'Année Céline de 1999.

## Résumé
L'ouvrage commence par une introduction historique. Le médecin poursuit avec une étude chimique, physiologique et thérapeutique de la quinine, puis traite de l'administration des sels de la quinine. Céline rappelle aussi la polémique qui opposa les médecins François Broussais et François Maillot, le premier préconisant la saignée comme seul moyen de guérir le paludisme, le second défendant l'usage des sels de la quinine comme traitement contre cette maladie.